# Carmen Montejo
María Teresa Sánchez González (Pinar del Río, 26 de mayo de 1925-Ciudad de México, 25 de febrero de 2013), conocida como Carmen Montejo, fue una actriz cubana naturalizada mexicana.

## Biografía y carrera

### Cine
María Teresa nació en Pinar del Río, Cuba el 26 de abril de 1925, inició su carrera en la radio cubana siendo apenas una niña en un programa denominado Abuelita Cata transmitido en CMOX. Mientras permaneció en su país natal, conocida como Muñeca Sánchez en teatro debido a sus rizos parecidos a los de la actriz estadounidense Shirley Temple. A sus 9 años, decidió dedicarse a actuación, tras leer biografía de la actriz británica Sarah Bernhardt. En 1939, ingresó a la Universidad de La Habana para iniciar sus estudios de arte dramático bajo la dirección de Ludwing Shayovich. Tras concluir sus estudios de secundaria, sus padres le ofrecieron un viaje a Estados Unidos. Sin embargo, eligió visitar México por dos meses.
Teresa llegó a Yucatán acompañada de su madre y su hermano mayor el 12 de diciembre de 1942. Luego viajó a la Ciudad de México donde buscó incursionar en radio argumentando «ser famosa y reconocida estrella cubana». Su carácter emprendedor le permitió colocarse rápidamente integrándose de inmediato al elenco de la radionovela El diario de Susana Galván. Poco después, hizo casting para productora Clasa Films, Gilberto Martínez Solares se interesó en ella pero sin éxito. Entonces Teresa se enteró de que Lupita Tovar iba a protagonizar Resurrección (1943), así que habló con ella y consiguió que productores le dieran un pequeño papel para que finalmente debutase en el cine. Después el director Chano Urueta le dio personaje de mayor relevancia en la cinta No Matarás (1943).
Su carrera cinematográfica alcanzó rápidamente la consagración gracias a sus cintas en la década de los 40, que incluyeron; El camino de los gatos (1944), Entre hermanos (1945), A media luz (1947), Nosotros los pobres (1948), Secreto entre mujeres (1949), y Al caer la tarde (1949), por la que fue nominada a un Premio Ariel en la categoría a mejor actriz. 
Para 1950 sus trabajos incluyeron En la palma de tu mano (1951), Mujeres sin mañana (1951), ¿Qué te ha dado esa mujer? (1951), Acuérdate de vivir (1953), Estafa de amor (1955), El túnel 6 (1955), y El vampiro (1957).
De 1960, a 2000, su carrera como actriz de cine redujo notablemente su ritmo y únicamente realizó películas ocasionales de mediano reconocimiento, a diferencia de las dos décadas anteriores. Algunas de estas incluyeron; Los jóvenes (1961), La recta final (1964), La muñeca perversa (1969), ¿Por qué nací mujer? (1970), Doña Macabra (1971), Las vírgenes locas (1972), La verdadera vocación de Magdalena (1972), Coronación (1976), Los hijos de Sánchez (1978), La casa que arde de noche (1985), y Entre la tarde y la noche (2000). Su último filme lo realizó en 2002, esta llevó el título de Las caras de la luna, pero al parecer no fue un papel que le haya parecido relevante, pues en sus propias palabras comentó lo siguiente; «En esta época no me han sabido aprovechar, podría hacer una película que deje huella en esta etapa de mi vida».

### Teatro
A la par de su exitosa carrera en cine, Carmen labró igualmente o aún más exitosa carrera teatral. Esa comunicación entre público y actor que solamente puede dar teatro se convirtió en su pasión. En 1946, hizo su debut en teatro mexicano con La casa de Bernarda Alba de Federico García Lorca dirigida por Ricardo Mondragón al lado de Virginia Fábregas y presentada en Palacio de Bellas Artes. En esta faceta de su carrera, trabajó con reconocidos directores como Xavier Rojas en la obra ¿Quién teme a Virginia Woolf?; Con Fernando Wagner en Felicidad; Nancy Cárdenas en Los efectos de los rayos gamma sobre las caléndulas por la que fue nominada como mejor actriz teatral; Y con José Solé Nájera en Las troyanas y en Los zorros. Otros éxitos teatrales fueron Lecho nupcial, El pobre barba azul, El gesticulador, María Stuart, Los cuervos están de luto, Yo madre, yo hija y recientemente fue Los monólogos de la vagina.
Asimismo, ha demostrado su versatilidad como directora escénica en obras Mujeres, mujeres, El señor Presidente, Adorables enemigas y Tres mujeres altas y como escritora de Mujeres calumniadas que se estrenó en 1955 en sala Chopin con Andrea Palma, Tana Lynn, Anita Blanch y la propia Carmen con dirección de Xavier Rojas. Lamentablemente el día del estreno, se prohibió en la Ciudad de México ya que se la consideraba completamente inmoral y exaltación del lesbianismo. Solo hasta después de estrenarse con éxito en Puebla pudo representarse en la Ciudad de México.
En 2005, el Palacio de Bellas Artes le realizó un homenaje con motivo de su cumpleaños 80. En ese evento, Daniel Leyva, el entonces subdirector del Instituto Nacional de Bellas Artes y Literatura (INBA), y el entonces presidente de la Sociedad General de Escritores de México (SOGEM), Víctor Hugo Rascón Banda, elogiaron su trayectoria artística.
El 24 de enero de 2008, el Teatro Tepeyac ubicado en la Calzada de Guadalupe, Ciudad de México cambió su nombre por el de «Teatro Tepeyac Carmen Montejo» como parte de  homenaje realizado a la actriz. Como dato curioso, segunda vez que teatro mexicano cambia de nombre en honor de una actriz siendo la primera vez en 1970 en homenaje a María Tereza Montoya.

### Televisión
Su debut televisivo en la década de los 60, logró que se convirtiera en un referente a las telenovela mexicanas, un formato de televisión con el que concluyó su carrera como actriz. En 1962 fue contratada por una breve temporada para actuar en la televisión peruana, protagonizando la telenovela Mamá, para Panamericana TV. Algunos de sus trabajos más relevantes incluyeron; Las momias de Guanajuato (1962), Doña Macabra (1963), Dicha robada (1967), El retrato de Dorian Gray (1969), Mundos opuestos (1976), El maleficio (1983), Cuna de lobos (1986), Te sigo amando (1996), Aventuras en el tiempo (2001), y ¡Amigos por siempre!, Amor sin maquillaje (2007), y En nombre del amor (2008).

## Vida personal y muerte
Carmen solamente se casó una vez con Manuel González Ortega, mucho mayor y con quien tuvo una hija: La también actriz María Montejo. Su nieto Radamés de Jesús también es actor. Las tres generaciones trabajaron juntas en la telenovela Mágica juventud. Enviudó a los 25 años y jamás se volvió a casar. 
El 25 de febrero de 2013, Montejo falleció en la Ciudad de México a los 87 años de edad, a causa de una insuficiencia cardíaca. Su cuerpo fue sepultado en el Panteón Jardín, ubicado en la misma Ciudad.

## Filmografía selecta

### Programas de televisión
- La rosa de Guadalupe (2008). (Capítulo titulado Sigue al amor).
- Mujer, casos de la vida real (2002). (Capítulo titulado Un viejo amor) como Margarita.
- Tres generaciones (1989).

### Películas
- Corazones rotos (2001) como doña Fide.
- Las caras de la luna (2001) como Mariana Toscano.
- Entre la tarde y la noche (1999).
- La casa que arde de noche (1985).
- Ni Chana, ni Juana (1984) como Pilar del Río.
- Burdel (1982).
- Mamá, soy Paquito (1981) como Señora Falcón.
- La muerte del Palomo (1981).
- El Gran Triunfo (1980) como abuela.
- En la tormenta (1980).
- En la trampa (1979) como Laura.
- Los hijos de Sánchez (1978) como Guadalupe.
- Dinastía de la muerte (1977) como doña Herminia del Fierro.
- Prisión de mujeres (1976).
- Coronación (1976) como abuela.
- Renuncia por motivos de salud (1975).
- El rey (1975) como Señora del Rivero.
- Presagio (1975).
- El profeta Mimi (1972).
- Los cachorros (1971) como Madre de Cuéllar.
- Doña Macabra (1971) como Demetria.
- La verdadera vocación de Magdalena (1971) como Zoyla.
- Los marcados (1970) como Remedios.
- Las vírgenes locas (1970) como Elena Guardiola.
- ¿Por qué nací mujer? (1970).
- La muñeca perversa (1969).
- Las aventuras de Juliancito (1968).
- Sor ye-yé (1967) como Madre Superiora.
- La recta final (1966).
- El río de las ánimas (1964).
- Los jóvenes (1960).
- El vampiro (1957) como Eloísa.
- Dos diablillos en apuros (1957).
- Cara de ángel (1956).
- El túnel seis (1955).
- El plagiario (1955).
- Estafa de amor (1955) como Mariana.
- La sospechosa (1955) como Adela Pérez.
- La infame (1953) como Luisa Barrios de Benet.
- Luz en el páramo (1953).
- El potro salvaje (1953).
- Reportaje (1953) como enfermera.
- Cuatro horas antes de morir (1953).
- Misericordia (1953) como Juliana.
- Acuérdate de vivir (1952).
- Sor Alegría (1952) como Sor Angélica.
- Entre abogados te veas (1951) como víctima.
- Mujeres sin mañana (1951) como Marta.
- Todos son mis hijos (1951) como Margarita.
- ¿Qué te ha dado esa mujer? (1951) como Yolanda.
- Lodo y armiño (1951).
- Anillo de compromiso (1951) como Chavela Valdés.
- En la palma de tu mano (1951) como Clara Stein.
- Entre abogados te veas (1951).
- Monte de Piedad (1950).
- Al caer la tarde (1949).
- Secreto entre mujeres (1949).
- Bamba (1948) como Tirsa.
- Cita con la muerte (1948).
- Nosotros los pobres (1948) como Yolanda "La tísica".
- A media luz (1946).
- Crimen en la alcoba (1946).
- Yo fui una usurpadora (1945).
- La señora de enfrente (1945) como Gilberta Madrigales.
- Entre hermanos (1945).
- Caminito alegre (1944) como Hermana Isabel.
- Camino de los gatos (1943).
- Ave sin nido (1943).
- No matarás (1943).
- Resurrección (1943).

### Teatro
- Adorables enemigas (1992) de James Kirkenwood.
- Crónica de una suegra (1987) de Andrew Bergman.*
- O.K. (1985) de Isaac Chocrón.
- Buenas noches, mamá (1984) de Marsha Norman[7].
- Deborah (1981) de Federico S. Inclán.
- Gota de agua (1980) de Paulo Pontes y Oduvaldo Viana.
- O.K. (1979) de Isaac Chocrón.
- El final de la primera dama (1978) de James Prideaux.
- Bodas de sangre (1976) de Federico García Lorca.
- El efecto de los rayos gama sobre las caléndulas (1970) de Paul Zindel.
- Chéri (1969) de Colette.
- El medio pelo (1964), de Antonio González Caballero.
- Extraño interludio (1964) de Eugene O'Neill.
- Deborah (1960) de Federico S. Inclán.
- El juego a papá y mamá (1960), de Luz María Servín.
- Los cuervos están de luto (1960), de Hugo Argüelles.
- El deseo muere con los años (1958), de Daniel Sala.
- Felicidad (1957) de Emilio Carballido.
- El lecho nupcial (1955), de Jan de Hartog.
- Doña Beatriz (1952) de Carlos Solórzano.
- Celos del aire (1950), de José López Rubio.
- La casa de Bernarda Alba (1947), de Federico García Lorca.
- Presidio (1946) de De Benza y de Lavalle.

### Telenovelas
- En nombre del amor (2008 - 2009) como Madeleine Martelli Vda. de Gamboa. (Último papel realizado).
- Amor sin maquillaje (2007) como Verónica viuda de Velázquez.
- Aventuras en el tiempo (2001) como Margarita Rosales de Flores.
- Amigos por siempre (2000) como Doña Julia Rubalcaba viuda de Vidal.
- Serafín (1999) como Voz de Gigi.
- Te sigo amando (1996 - 1997) como Paula Garza viuda de Torres Quintero.(Villana).
- Mágica juventud (1992-1993) como Leonor "Pepita" Grimaldi viuda de Romo.
- Cuna de lobos (1986 - 1987) como Doña Esperanza Mandujano.
- El engaño (1986) como Selene.
- Juana Iris (1985) como María Luisa.
- El maleficio (1983 - 1984) como Doña Emilia viuda de Ayala.
- Juventud (1980) como Doña Cuca.
- Pecado de amor (1978 - 1979) como Cristina Otero.(Villana Principal).
- Mundos opuestos (1976 - 1977) como Antonia.
- Paloma (1975) como Gloria Nava.
- La tierra (1974 - 1975) como Cordelia.
- La cruz de Marisa Cruces (1970 - 1971) como Clarita.
- La Constitución (1970) como Delfina Camacho.
- El diario de una señorita decente (1969) como Elena.
- El retrato de Dorian Gray (1969) como Lady Wooton.
- Dicha robada (1967) como Teresa.
- El juicio de nuestros hijos (1967).
- Los medio hogares (1966) como Magda.
- Nuestro barrio (1965).
- Las abuelas (1965).
- Secreto de confesión (1965) como Alicia.
- Apasionada (1964) como Graciela.
- Destino (1963).
- Doña Macabra (1963) como Lucila.
- Mamá (1962) para Panamericana Televisión Canal 5 (Perú).
- Las momias de Guanajuato (1962-1963).
- Estafa de amor (1961).
- La insaciable (1961).
- La casita del odio (1960).
- El rapto (1960).

## Premios y nominaciones

### Premios Ariel.
| Año  | Categoría                  | Película           | Resultado |
| ---- | -------------------------- | ------------------ | --------- |
| 1950 | Mejor actriz               | Al caer la tarde   | Nominada  |
| 1952 | Mejor coactuación femenina | Mujeres sin mañana | Ganadora  |
| 1953 | Mejor coactuación femenina | Sor Alegría        | Nominada  |
| 1955 | Mejor coactuación femenina | La infame          | Nominada  |
| 2005 | Ariel de Oro               | A la trayectoria   | Ganadora  |

### Diosa de plata PECIME.
| Año  | Categoría            | Película        | Resultado |
| ---- | -------------------- | --------------- | --------- |
| 1974 | Coactuación femenina | El profeta Mimi | Ganadora  |

### Premios TVyNovelas.
| Año  | Categoría            | Telenovela                  | Resultado |
| ---- | -------------------- | --------------------------- | --------- |
| 2012 | Mejor primera actriz | Mejor Trayectoria Artística | Ganadora  |
| 2001 | Mejor primera actriz | ¡Amigos x siempre!          | Nominada  |
| 1998 | Mejor primera actriz | Te sigo amando              | Nominada  |
| 1987 | Mejor primera actriz | Cuna de lobos               | Nominada  |

Premio Arlequín (1999) «toda una trayectoria cine, televisión y teatro».